# Salze
|  | Per a altres significats, vegeu «Salze (desambiguació)». |

El salze (Salix L.) (sarga, salenca, vimetera, vimenera, vimer) és un gènere de plantes amb flor de la família de les salicàcies. Conté un principi actiu, que és la salicina, emprat des de temps antics, com a antipirètic i analgèsic; a més de ser el precursor natural de l'aspirina.
És un gènere originari de l'hemisferi nord que viu en zones de clima fred o temperat i amb el sòl més aviat humit o prop de basses o corrents d'aigua, algunes de les formes arbustives creixen en la zona subàrtica (tundra). Hi ha prop de 350 espècies de salzes. Per això aquest gènere presenta molts problemes taxonòmics i de nomenclatura, puix que hi ha una gran varietat morfològica segons les espècies.
Són arbres, arbusts o mates. Les branques són generalment flexibles. Tots són plantes caducifòlies. Les fulles són generalment allargades (similars a les fulles de l'ametller, especialment en l'espècie Salix amygdaloides), normalment disposades de manera alterna al llarg de la branca.
Són plantes de sexualitat dioica, és a dir que hi ha peus mascles i peus femelles en plantes separades. La floració és per mitjà d'aments i el fruit és una càpsula amb moltes llavors (4-8) d'una dècima de mil·límetre cadascuna dispersades pel vent.
Els salzes hibriden fàcilment entre ells; el salze ploraner plantat en jardineria és una varietat de Salix babylonica.
Són plantes que arrelen molt bé d'estaca (reproducció vegetativa) i tenen un creixement ràpid. En canvi, la llavor perd en qüestió de dies la seva viabilitat.
La fusta no és de gaire qualitat, car és molt trencadissa i tova. Tanmateix, l'escorça és medicinal així com les flors i fulles d'algunes espècies.
La vimetera, Salix viminalis, ha estat conreada de l'antigor ençà per a aprofitar el vímet a fi de fer-ne cistells. Per a obtenir vímet es tallen els arbres arran de terra i es fa un tractament especial a les tiges noves que surten. Actualment el vim és substituït, sovint, per altres espècies vegetals que no són salzes.
Un lloc plantat de salzes és un salitar' o una salitosa (provinent del català antic salit, d'una forma llatinitzada 'Salictum' segons Joan Coromines)

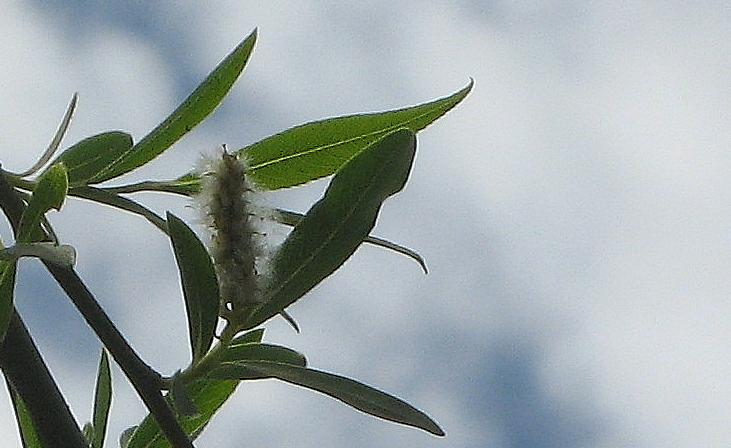
Salix humboldtiana ("S. chilensis")

## Tàxons i distribució
Heus ací una taula dels tàxons (espècies, subespècies i varietats) i la seva distribució. Les distribucions estan indicades usant el Sistema geogràfic mundial per al registre de la distribució de les plantes (en anglès: World Geographical Scheme for Recording Plant Distributions o WGSRPD).
| Tàxons                                                               | Sinònims (i subtàxons inclosos) | Nom català | Distribució (WGSRPD) |
| -------------------------------------------------------------------- | --- | --- | --- |
| Salix L. (el gènere)                                                 | Chosenia Nakai, Toisusu Kimura | salze, sarga, salenca [nana], saule, vimetera, vimenera, vimer, gatell, vim, vime, vimen, vímet                                                                 | |
| Salix acmophylla Boiss                                               | Salix persica Boiss. | salze comú d'Orient Mitjà, salze pèrsic | 34 As-W; |
| Salix acutifolia Willd.                                              | | salze de fulla aguda | 10 Eur-N, 14 Eur-E; 30 Sib, 32 As-C, 33 Cauc;                                                                                        |
| Salix aegyptiaca L.                                                  | | salze d'Egipte | 33 Cauc, 34 As-W; |
| Salix alaxensis (Andersson) Coville                                  | | salze d'Alaska | 30 Sib, 31 ExtOrRus; 70 AmSubart, 71 Can-W;                                                                                          |
| Salix alba 'Chermesina'                                              | Salix alba 'Britzensis', Salix alba f. chermesina (Hartig) Rehder                                                                                 | salze escarlata | cult: 1 Europa; |
| Salix alba L.                                                        | | salze blanc, sàlic, sàlit, sàlit blanc, salze, salze comú, sarga, saule, saule blanc, vim [branca], vimenera, vimera, vimetera                                  | 11 Eur-C, 12 Eur-SW, 13 Eur-SE, 14 Eur-E; PCat, PVal; 20 Afr-N; 30 Sib, 32 As-C, 33 Cauc, 34 As-W, 36 Xina; cult;                    |
| Salix alba subsp. caerulea (Sm.) Rech. f.                            | Salix alba 'Calva', Salix alba 'Coerulea', Salix alba f. caerulea (Sm.) Wimm.                                                                     | salze blau, salze dels bats de criquet | cult: 1 Europa; |
| Salix alba subsp. micans (Andersson) Rech. f.                        | Salix micans Andersson, Salix splendens Bray ex Opiz                                                                                              | salze blanc de Grècia | 13 Eur-SE; |
| Salix alba subsp. vitellina (L.) Schübl. & G. Martens / (L.) Arcang. | Salix alba var. vitellina (L.) Stokes, Salix alba var. vitellina 'Tristis' (incl.), Salix alba 'Tristis' (non Salix alba 'Tristis' hort.) (incl.) | vimetera groga, desmai groc, vim, vímet | cult: 1 Europa; |
| Salix alba var. sericea Gaudin                                       | Salix alba 'Argentea', Salix alba 'Sericea' | salze blanc argentat, salze argentat | cult; |
| Salix alpina Scop.                                                   | Salix jacquiniana Willd. | salze dels Alps, salze de Jacquin | 11 Eur-C, 12 Eur-SW; |
| Salix amygdaloides Andersson                                         | Salix nigra var. amygdaloides (Andersson) Andersson                                                                                               | salze de fulla d'ametller | 71 Can-W, 72 Can-E, 73 EUA-NW, 74 EUA-CN, 75 EUA-NE, 76 EUA-SW, 77 EUA-CS, 78 EUA-SE, 79 Mex;                                        |
| Salix appendiculata Vill.                                            | | salze apendiculat | 11 Eur-C, 12 Eur-SW, 13 Eur-SE; |
| Salix arbuscula L.                                                   | | salenca arbustiva | 10 Eur-N, 14 Eur-E; 30 Sib, 32 As-C, 33 Cauc;                                                                                        |
| Salix arbusculoides Andersson                                        | | salze arbusculoide | 70 AmSubart, 71 Can-W; |
| Salix arbutifolia Pall.                                              | Chosenia arbutifolia (Pall.) A. K. Skvortsov | salze de fulla d'arboç, salze del nord-est d'Àsia, chosenia | 30 Sib, 31 ExtOrRus, 36 Xina, 38 As-E;                                                                                               |
| Salix arctica Pall.                                                  | | salze àrtic | 10 Eur-N, 14 Eur-E; 30 Sib, 31 ExtOrRus, 36 Xina; 70 AmSubart, 71 Can-W, 72 Can-E, 73 EUA-NW;                                        |
| Salix atrocinerea Brot.                                              | Salix cinerea subsp. oleifolia Macreight, Salix cinerea auct. eur. occid.                                                                         | gatell, salanca, salenca de riu, salze de flor, salzera cendrenca, sarga cendrenca, sarga negra, trencadella                                                    | 10 Eur-N, 11 Eur-C, 12 Eur-SW; PCat, PVal; 20 Afr-N; naturalitzat, cult;                                                             |
| Salix aurita L.                                                      | | vimassa, gatell, salenca de riu, salze arbustiu | 10 Eur-N, 11 Eur-C, 12 Eur-SW, PCat, 13 Eur-SE, 14 Eur-E; 30 Sib;                                                                    |
| Salix babylonica L.                                                  | Salix matsudana Koidz. <-- | desmai de Babilònia, desmai, plorador, ploradora, ploraire, salze desmai                                                                                        | 36 Xina; naturalitzada: 1 Europa; 27 Afr-S; 5 Australàsia;                                                                           |
| Salix barrattiana Hook.                                              | | salze de Barratt | 70 AmSubart, 71 Can-W, 73 EUA-NW; |
| Salix bebbiana Sarg.                                                 | Salix floderusii Nakai, Salix xerophila Flod. | salze de Bebb | 10 Eur-N, 14 Eur-E; 30 Sib, 31 ExtOrRus, 36 Xina, 38 As-E; 7 AmSubart, Can, EUA;                                                     |
| Salix bicolor Ehrh. ex Willd.                                        | Salix bicolor subsp. basaltica (H.J.Coste) I.V.Belyaeva, Salix phylicifolia subsp. basaltica (H.J.Coste) O. Bolòs & Vigo                          | salze bicolor | 11 Eur-C, 12 Eur-SW, 13 Eur-SE, 14 Eur-E; PCat; cult;                                                                                |
| Salix bonplandiana Kunth.                                            | Salix toumeyi Britton | salze de Bonpland | 76 EUA-SW, 77 EUA-CS; 80 Am-C; |
| Salix boothii Dorn                                                   | | salze de Booth | 76 EUA-SW, 77 EUA-CS; 80 Am-C; |
| Salix brachycarpa Nutt.                                              | | salze de fruit curt | 70 AmSubart, 71 Can-W, 72 Can-E, 73 EUA-NW, 76 EUA-SW                                                                                |
| Salix canariensis C.Sm. ex Link.                                     | Salix pedicellata subsp. canariensis (C.Sm.) Skvortsov                                                                                            | salze de les Canàries | 21 Macar; |
| Salix candida Flüggé ex Willd.                                       | | salze canós, sarga canosa | 70 AmSubart, 71 Can-W, 72 Can-E, 73 EUA-NW, 74 EUA-CN, 75 EUA-NE;                                                                    |
| Salix caprea L.                                                      | Salix bakko Kimura | gatsaule, aixalenca, alziró, cotoner, gatell, gatsaule comú europeu, salanca de bosc, salenca de muntanya, salenca muntadana, saule de cabres; [aments]: gatets | 10 Eur-N, 11 Eur-C, 12 Eur-SW, 13 Eur-SE, 14 Eur-E; PCat, PVal; 30 Sib, 31 ExtOrRus, 32 As-C, 33 Cauc, 34 As-W, 36 Xina;             |
| Salix caroliniana Michx.                                             | | salze de Carolina | 74 EUA-CN, 75 EUA-NE, 78 EUA-SE; |
| Salix caspica Pall.                                                  | | salze de la Càspia | 14 Eur-E; 30 Sib, 32 As-C, 33 Cauc, 36 Xina, 37 Mong;                                                                                |
| Salix chaenomeloides Kimura                                          | | salze de gatells grossos, salze de gatells roses | 36 Xina, 38 As-E; |
| Salix cinerea L.                                                     | | gatell europeu, salze cendrós | 10 Eur-N, 11 Eur-C, 12 Eur-SW, 13 Eur-SE, 14 Eur-E; 30 Sib, 32 As-C, 33 Cauc, 34 As-W;                                               |
| Salix cordata Michx.                                                 | | salze cordiforme, salze de fulla cordiforme | 72 Can-E, 74 EUA-CN, 75 EUA-NE; |
| Salix daphnoides Vill.                                               | | salze dafnoide | 10 Eur-N, 11 Eur-C, 12 Eur-SW, 13 Eur-SE, 14 Eur-E; PCat;                                                                            |
| Salix discolor Muhl.                                                 | | salze discolor | 71 Can-W, 72 Can-E, 73 EUA-NW, 74 EUA-CN, 75 EUA-NE, 78 EUA-SE;                                                                      |
| Salix eastwoodiae Cockerell ex A.Heller                              | | salze d'Eastwood | 73 EUA-NW, 76 EUA-SW; |
| Salix elaeagnos Scop.                                                | Salix incana Schrank | sarga, salanca, salanca negra, salenca, saliguera, sarguer, sarguera, verga, verguera, vim                                                                      | 11 Eur-C, 12 Eur-SW, 13 Eur-SE, 14 Eur-E; PCat, PVal; 34 As-W;                                                                       |
| Salix elaeagnos subsp. angustifolia (Cariot) Rech. f.                | Salix incana var. angustifolia Cariot & St.-Lag.                                                                                                  | sarga de fulla estreta | 12 Eur-SW; |
| Salix eriocephala Michx.                                             | Salix missouriensis Bebb | salze d'espigues llanoses, sarga del Missouri, salze del Missouri, vareta de Sant Josep; vímet                                                                  | 71 Can-W, 72 Can-E, 73 EUA-NW, 74 EUA-CN, 75 EUA-NE, 78 EUA-SE;                                                                      |
| Salix euxina I. V. Belyaeva                                          | Salix fragilis auct., p.p. | vimetera euxínica | 10 Eur-N, 11 Eur-C, 14 Eur-E; 33 Cauc, 34 As-W;                                                                                      |
| Salix exigua Nutt.                                                   | Salix argophylla Nutt. | salze de fulla estreta, salze dels coiots, salze exigu | 70 AmSubart, 71 Can-W, 72 Can-E, 73 EUA-NW, 74 EUA-CN, 75 EUA-NE, 76 EUA-SW, 77 EUA-CS, 78 EUA-SE, 79 Mex;                           |
| Salix exigua subsp. interior (Rowlee) Cronquist                      | Salix interior Rowlee | salze de fulla llarga, salze de l'interior, salze de sorral | 70 AmSubart, 71 Can-W, 72 Can-E, 73 EUA-NW, 74 EUA-CN, 75 EUA-NE, 78 EUA-SE, 79 Mex;                                                 |
| Salix fargesii Burkill                                               | | salze de Farges | 36 Xina; |
| Salix foetida Schleich. ex DC.                                       | Salix arbuscula subsp. foetida (Schleich. ex DC.) Braun-Blanq.                                                                                    | salenca fètida | 11 Eur-C, 12 Eur-SW, 13 Eur-SE; PCat;                                                                                                |
| Salix geyeriana Andersson                                            | | salze de Geyer | 71 Can-W, 73 EUA-NW, 76 EUA-SW, 77 EUA-CS;                                                                                           |
| Salix gilgiana Seemen                                                | Salix miyabeana f. gilgiana (Seemen) H.Ohashi | salze de Gilg, salze kawayanagi | 38 As-E; |
| Salix glabra Scop.                                                   | | salze glabre | 11 Eur-C, 13 Eur-SE; |
| Salix glauca L.                                                      | | salze glauc | 10 Eur-N, 14 Eur-E; 30 Sib, 31 ExtOrRus, 37 Mong; 70 AmSubart, 71 Can-W, 72 Can-E, 73 EUA-NW, 776 EUA-SW, 77 EUA-CS;                 |
| Salix gmelinii Pall.                                                 | Salix burjatica Nasarow, Salix jacutica Nasarow, Salix viminalis L. var. gmelinii (Pall.) Andersson                                               | salze de Gmelin | 14 Eur-E; 30 Sib, 31 ExtOrRus, 36 Xina, 37 Mong;                                                                                     |
| Salix gooddingii C. R. Ball                                          | Salix nigra var. vallicola Dudley | salze de Goodding | 74 EUA-CN, 76 EUA-SW, 77 EUA-CS, 79 Mex;                                                                                             |
| Salix gracilistyla Miq.                                              | | salze d'estils gràcils | 36 Xina, 38 As-E; |
| Salix hastata L.                                                     | | salze d'asta | 1 Europa; 3 Àsia Temperada; 7 Amèrica del Nord;                                                                                      |
| Salix helvetica Vill.                                                | Salix lapponum subsp. helvetica (Vill.) Nyman | salze suís | 11 Eur-C, 12 Eur-SW, 13 Eur-SE; |
| Salix herbacea L.                                                    | | salenca herbàcia, gatsalze de muntanya, salze herbaci, salze nan                                                                                                | 1 Europa; PCat; 70 AmSubart, 71 Can-W, 72 Can-E, 75 EUA-NE;                                                                          |
| Salix hookeriana Barratt ex Hook.                                    | | salze de Hooker | 70 AmSubart, 71 Can-W, 73 EUA-NW, 76 EUA-SW;                                                                                         |
| Salix humboldtiana Willd.                                            | Salix chilensis auct, non Molina [S. chilensis Molina: material d'identitat incerta, no correspon a Salix: GRIN, etc.]                            | salze de Humbolt, salze de Xile | 79 Mex; 80 Am-C, 83 AmSud-W, 84 Brasil, 85 AmSud-S;                                                                                  |
| Salix humilis Marshall                                               | | salze humil | 71 Can-W, 72 Can-E, 74 EUA-CN, 75 EUA-NE, 77 EUA-CS, 78 EUA-SE;                                                                      |
| Salix integra 'Hakuro Nishiki'                                       | | salze bigarrat | cult; |
| Salix integra Thunb.                                                 | Salix multinervis Franch. & Sav | salze del Japó | 31 ExtOrRus, 36 Xina, 38 As-E; |
| Salix irrorata Andersson                                             | | salze de fulla aguda americà | 73 EUA-NW, 76 EUA-SW, 77 EUA-CS; |
| Salix japonica Thunb.                                                | | salze del Japó, salze shibayanagi | 38 As-E; |
| Salix koriyanagi Kimura ex Goerz                                     | Salix purpurea var. japonica Nakai | salze koriyanagi, salze purpuri de Corea | 36 Xina, 38 As-E; cult: 38 As-E; |
| Salix kurilensis Koidz.                                              | Salix nakamurana subsp. kurilensis (Koidz.) H.Ohashi                                                                                              | salze de les Kurils | 31 ExtOrRus / 38 As-E; |
| Salix laevigata Bebb                                                 | | salze negre de Califòrnia | 73 EUA-NW, 76 EUA-SW |
| Salix lanata L.                                                      | | salze llanut | 10 Eur-N, 14 Eur-E; 30 Sib; |
| Salix lapponum L.                                                    | Salix ceretana (P.Monts.) J. Chmelař (incl.), Salix lapponum subsp. ceretana P. Monts. (incl.)                                                    | salenca lapònica, salenca de la Cerdanya (S. ceretana), salenca dels lapons                                                                                     | 1 Europa; PCat; 30 Sib; |
| Salix lasiolepis Benth.                                              | Salix schaffneri C.K. Schneid. | salze blanc de Califòrnia | 73 EUA-NW, 76 EUA-SW, 77 EUA-CS, 79 Mex;                                                                                             |
| Salix lucida Muhl.                                                   | | sarga lluent | 71 Can-W, 72 Can-E, 74 EUA-CN, 75 EUA-NE, 78 EUA-SE;                                                                                 |
| Salix lucida subsp. lasiandra (Benth.) A.E.Murray                    | Salix lasiandra Benth. | salze del Pacífic, salze negre occidental | 70 AmSubart, 71 Can-W, 73 EUA-NW, 76 EUA-SW, 77 EUA-CS;                                                                              |
| Salix magnifica Hemsl.                                               | | salze de fulla de magnòlia, sarga de Sichuan | 36 Xina; |
| Salix matsudana f. tortuosa (A.Vilm.) Rehder                         | Salix babylonica 'Tortuosa', Salix babylonica var. pekinensis 'Tortuosa', Salix matsudana 'Tortuosa'                                              | salze tortuós | cult; |
| Salix matsudana Koidz.                                               | Salix babylonica var. pekinensis A. Henry [actualment es considera sinònim de S. babylonica]                                                      | salze de Matsuda, salze de la Xina, salze de Pequín, salze xinès                                                                                                | 36 Xina, 38 As-E; |
| Salix miyabeana Seemen                                               | Salix gracilior (Siuzew) Nakai, Salix linearistipularis K.S.Hao                                                                                   | salze de Miyabe | 38 As-E; |
| Salix monticola Bebb                                                 | Salix amelanchieroides Kelso, Salix padophylla Rydb.                                                                                              | salze de muntanya, sarga de fulla de gatzerí | 73 EUA-NW, 76 EUA-SW, 77 EUA-CS; |
| Salix mucronata subsp. subserrata (Willd.) R.H. Archer & Jordaan     | Salix safsaf Forssk. ex Trautv., Salix subserrata Willd., Salix wilmsii Seemen, Salix woodii Seemen & Kimura                                      | salze de Natal, salze safsaf | 20 Afr-N; 34 As-W; |
| Salix mucronata Thunb.                                               | Salix capensis Thunb., Salix hirsuta Thunb. | salze del Cap, salze mucronat | 27 Afr-S; |
| Salix myrsinifolia Salisb.                                           | Salix nigricans auct. | salze de fulla de mirsine, salze negrós | 1 Europa; PCat; 30 Sib; |
| Salix myrsinites L.                                                  | | salenca de fulla de murta, salenca murta | 10 Eur-N, 14 Eur-E; 30 Sib, 31 ExtOrRus;                                                                                             |
| Salix myrtilloides L.                                                | | salze mirtil·loide | 10 Eur-N, 11 Eur-C, 13 Eur-SE, 14 Eur-E;                                                                                             |
| Salix nigra Marshall                                                 | | salze negre | 72 Can-E, 74 EUA-CN, 75 EUA-NE, 77 EUA-CS, 78 EUA-SE;                                                                                |
| Salix nipponica Franch. & Sav.                                       | | salze nipó | 31 ExtOrRus, 36 Xina, 37 Mong, 38 As-E;                                                                                              |
| Salix pedicellaris Pursh                                             | | salze pedicel·lat americà | 70 AmSubart, 71 Can-W, 72 Can-E, 73 EUA-NW, 74 EUA-CN, 75 EUA-NE;                                                                    |
| Salix pedicellata Desf.                                              | | salze pedicel·lat, salze pedicel·lat mediterrani | 12 Eur-SW, 13 Eur-SE; PVal; 20 Afr-N; 34 As-W;                                                                                       |
| Salix pellita (Andersson) Bebb                                       | | salze satinat | 71 Can-W, 72 Can-E, 74 EUA-CN, 75 EUA-NE;                                                                                            |
| Salix pentandra L.                                                   | Salix laurifolia Wesm. | salze pentandre, salze laurifoli, salenca | 1 Europa; PCat; 30 Sib, 31 ExtOrRus, 32 As-C, 33 Cauc, 34 As-W, 36 Xina, 37 Mong;                                                    |
| Salix petiolaris Sm.                                                 | | sarga de prat, sarga peciolada | 71 Can-W, 72 Can-E, 73 EUA-NW, 74 EUA-CN, 75 EUA-NE;                                                                                 |
| Salix phylicifolia L.                                                | | salze filicifoli [pr], salze de fulla de filica | 10 Eur-N, 14 Eur-E; 30 Sib, 33 Cauc;                                                                                                 |
| Salix pierotii Miq.                                                  | Salix eriocarpa Franch. & Sav., Salix jessoensis Seemen., Salix serissifolia Kimura, Salix yoshinoi Koidz.                                        | salze de Corea, salze de Pierot | 31 ExtOrRus, 36 Xina, 38 As-E; |
| Salix planifolia Pursh                                               | Salix phylicifolia subsp. planifolia (Pursh) Hiitonen / (Pursh) Breitung                                                                          | salze de fulla plana | 71 Can-W, 72 Can-E, 73 EUA-NW, 74 EUA-CN, 75 EUA-NE, 76 EUA-SW, 77 EUA-CS;                                                           |
| Salix polaris Wahlenb.                                               | | salze polar | 10 Eur-N; 30 Sib, 31 ExtOrRus; |
| Salix pulchra Cham.                                                  | Salix planifolia subsp. pulchra (Cham.) Argus | sarga bonica, sarga de fulla de rombe | 70 AmSubart, 71 Can-W; |
| Salix purpurea L.                                                    | | sàlic, aixalenca, salanca, salanca blanca, salenca, salenca blanca, salze vimener, saulic, vimetera, vimetera vermella; vímet                                   | 1 Europa; PCat, PVal; 20 Afr-N; 3 Àsia Temperada; cult;                                                                              |
| Salix pyrenaica Gouan                                                | | salenca dels Pirineus, salze pirinenc, gatsalze | 12 Eur-SW; PCat; |
| Salix pyrifolia Andersson                                            | Salix balsamifera (Hook.) Barratt ex Andersson | salze balsàmic, salze de fulla de perera, sarga balsàmica | 70 AmSubart, 71 Can-W, 72 Can-E, 74 EUA-CN, 75 EUA-NE;                                                                               |
| Salix reinii Franch. & Sav. ex Seemen                                | | salze de Rein, salze miyamayanagi | 31 ExtOrRus, 38 As-E; |
| Salix repens L.                                                      | | salenca repent | 1 Europa |
| Salix reticulata L.                                                  | | salenca reticulada, salze nan | 1 Europa; PCat; 30 Sib, 31 ExtOrRus, 37 Mong; 70 AmSubart, 71 Can-W, 72 Can-E, 73 EUA-NW, 76 EUA-SW, 77 EUA-CS;                      |
| Salix retusa L.                                                      | | salenca retusa, salze nan | 11 Eur-C, 12 Eur-SW, 13 Eur-SE, 14 Eur-E; PCat;                                                                                      |
| Salix rorida Lacksch.                                                | | salze de Sibèria | 30 Sib, 31 ExtOrRus, 36 Xina, 38 As-E;                                                                                               |
| Salix rosmarinifolia L.                                              | Salix repens subsp. rosmarinifolia (L.) Hartm. / (L.) Čelak.                                                                                      | salenca de fulla de romaní | 1 Europa; 30 Sib, 31 ExtOrRus, 32 As-C, 36 Xina, 37 Mong;                                                                            |
| Salix salviifolia Brot.                                              | | salze de fulla de sàlvia, salze salvifoli | 12 Eur-SW; PVal; |
| Salix schwerinii E. L. Wolf                                          | | salze de Schwerin, salze kinuyanagi | 30 Sib, 31 ExtOrRus, 38 As-E; |
| Salix sericea Marshall                                               | | salze sedós | 72 Can-E, 74 EUA-CN, 75 EUA-NE, 78 EUA-SE;                                                                                           |
| Salix serissima (L.H.Bailey) Fernald                                 | | salze de tardor | 70 AmSubart, 71 Can-W, 72 Can-E, 73 EUA-NW, 74 EUA-CN, 75 EUA-NE;                                                                    |
| Salix silesiaca Willd.                                               | | salze de Silèsia | 11 Eur-C, 13 Eur-SE, 14 Eur-E; |
| Salix sitchensis Sanson ex Bong. / C. A. Sanson ex Bong.             | Salix coulteri Andersson | salze de Sitka, salze de Coulter | 31 ExtOrRus; 70 AmSubart, 71 Can-W, 73 EUA-NW, 76 EUA-SW;                                                                            |
| Salix starkeana Willd.                                               | Salix livida Wahlenb. | salze de Starke, salze lívid | 10 Eur-N, 11 Eur-C, 13 Eur-SE, 14 Eur-E; 30 Sib, 31 ExtOrRus;                                                                        |
| Salix tarraconensis Pau                                              | | salenca tortosina, salze de cingle, salenca de roca, salze de penya, salze de roca, salze tarragoní                                                             | 12 Eur-SW; PCat; |
| Salix taxifolia Kunth                                                | | salze de fulla de teix | 76 EUA-SW, 77 EUA-CS; 80 Am-C; |
| Salix tetrasperma Roxb.                                              | | salze de l'Índia | 40 SubcInd; |
| Salix triandra L.                                                    | Salix bornmuelleri Hausskn. | salze triandre, sàlic, sarga blanca, vimetera; vímet | 1 Europa; PCat; 20 Afr-N; 30 Sib, 31 ExtOrRus, 32 As-C, 33 Cauc, 34 As-W, 36 Xina, 37 Mong, 38 As-E;                                 |
| Salix udensis 'Sekka'                                                | Salix sachalinensis 'Sekka' | salze dragó, salze fasciat | cult; |
| Salix udensis Trautv. & C. A. Mey.                                   | Salix sachalinensis F. Schmidt | salze de l'Uda, salze de Sakhalín | 30 Sib, 31 ExtOrRus, 36 Xina, 38 As-E;                                                                                               |
| Salix viminalis L.                                                   | Salix gmelinii auct. | salze viminal, salanca, sàlic, vimetera, vimetera blanca, sarga; vímet                                                                                          | 11 Eur-C, 12 Eur-SW, 13 Eur-SE, 14 Eur-E; 30 Sib, 31 ExtOrRus, 32 As-C, 33 Cauc, 36 Xina, 37 Mong; cult;                             |
| Salix waldsteiniana Willd.                                           | Salix prunifolia Sm. | salze de Waldstein, salze de fulla de prunera (S. prunifolia)                                                                                                   | 11 Eur-C, 13 Eur-SE; |
| Salix wallichiana Andersson                                          | | salze de Wallich | 36 Xina; |
| Salix yezoalpina Koidz.                                              | Salix nakamurana subsp. yezoalpina (Koidz.) H.Ohashi                                                                                              | salze alpí del Japó | 38 As-E; |
| z) Salix ×dasyclados Wimm.                                           | (?) Salix caprea × S. cinerea × S. viminalis | salze de branques tomentoses | naturalitzada, cult: 1 Europa; |
| z) Salix ×fragilis L.                                                | Salix alba × S. euxina; Salix × neotricha Goerz, Salix × rubens Schrank                                                                           | vimetera, salenca vimetera, salze de vims, salze fràgil, vimetera comuna; vímet                                                                                 | 11 Eur-C, 12 Eur-SW, 13 Eur-SE, 14 Eur-E; PCat, PVal; 20 Afr-N, 21 Macar; 33 Cauc, 34 As-W; 5 Australàsia; 7 Amèrica del Nord; cult; |
| z) Salix ×pendulina Wender.                                          | Salix babylonica♀ × S. euxina (S. "fragilis"), Salix ×blanda Andersson, Salix ×elegantissima K. Koch (incl.)                                      | desmai de Hessen, desmai elegant | cult. |
| z) Salix ×rubra Huds.                                                | Salix purpurea × S. viminalis | salze roig | 1 Europa; cult; |
| z) Salix ×sepulcralis nothovar. chrysocoma (Dode) Meikle             | Salix alba subsp. vitellina × S. babylonica; Salix ×sepulcralis 'Chrysocoma', Salix alba 'Tristis' hort                                           | desmai daurat | cult; |
| z) Salix ×sepulcralis Simonk.                                        | Salix alba × S. babylonica; Salix ×salamonii (Carrière) Carrière                                                                                  | desmai, desmai sepulcral, plorador, salze sepulcral | cult; |